# Mémorial cathare
 (octobre 2022).
Si vous disposez d'ouvrages ou d'articles de référence ou si vous connaissez des sites web de qualité traitant du thème abordé ici, merci de compléter l'article en donnant les références utiles à sa vérifiabilité et en les liant à la section « Notes et références ».
 (mai 2021).
La mise en forme du texte ne suit pas les recommandations de Wikipédia : il faut le « wikifier ».
Les points d'amélioration suivants sont les cas les plus fréquents. Le détail des points à revoir est peut-être précisé sur la page de discussion.
- Les titres sont pré-formatés par le logiciel. Ils ne sont ni en capitales, ni en gras.
- Le texte ne doit pas être écrit en capitales (les noms de famille non plus), ni en gras, ni en italique, ni en « petit »…
- Le gras n'est utilisé que pour surligner le titre de l'article dans l'introduction, une seule fois.
- L'italique est rarement utilisé : mots en langue étrangère, titres d'œuvres, noms de bateaux, etc.
- Les citations ne sont pas en italique mais en corps de texte normal. Elles sont entourées par des guillemets français : « et ».
- Les listes à puces sont à éviter, des paragraphes rédigés étant largement préférés. Les tableaux sont à réserver à la présentation de données structurées (résultats, etc.).
- Les appels de note de bas de page (petits chiffres en exposant, introduits par l'outil «  Source ») sont à placer entre la fin de phrase et le point final[comme ça].
- Les liens internes (vers d'autres articles de Wikipédia) sont à choisir avec parcimonie. Créez des liens vers des articles approfondissant le sujet. Les termes génériques sans rapport avec le sujet sont à éviter, ainsi que les répétitions de liens vers un même terme.
- Les liens externes sont à placer uniquement dans une section « Liens externes », à la fin de l'article. Ces liens sont à choisir avec parcimonie suivant les règles définies. Si un lien sert de source à l'article, son insertion dans le texte est à faire par les notes de bas de page.
- La présentation des références doit suivre les conventions bibliographiques. Il est recommandé d'utiliser les modèles {{Ouvrage}}, {{Chapitre}}, {{Article}}, {{Lien web}} et/ou {{Bibliographie}}. Le mode d'édition visuel peut mettre en forme automatiquement les références.
- Insérer une infobox (cadre d'informations à droite) n'est pas obligatoire pour parachever la mise en page.

Pour une aide détaillée, merci de consulter Aide:Wikification.
Si vous pensez que ces points ont été résolus, vous pouvez retirer ce bandeau et améliorer la mise en forme d'un autre article.
Le mémorial cathare a été érigé en 2011 sur le site du castrum sur la commune des Cassés, dans l'Aude en Occitanie.

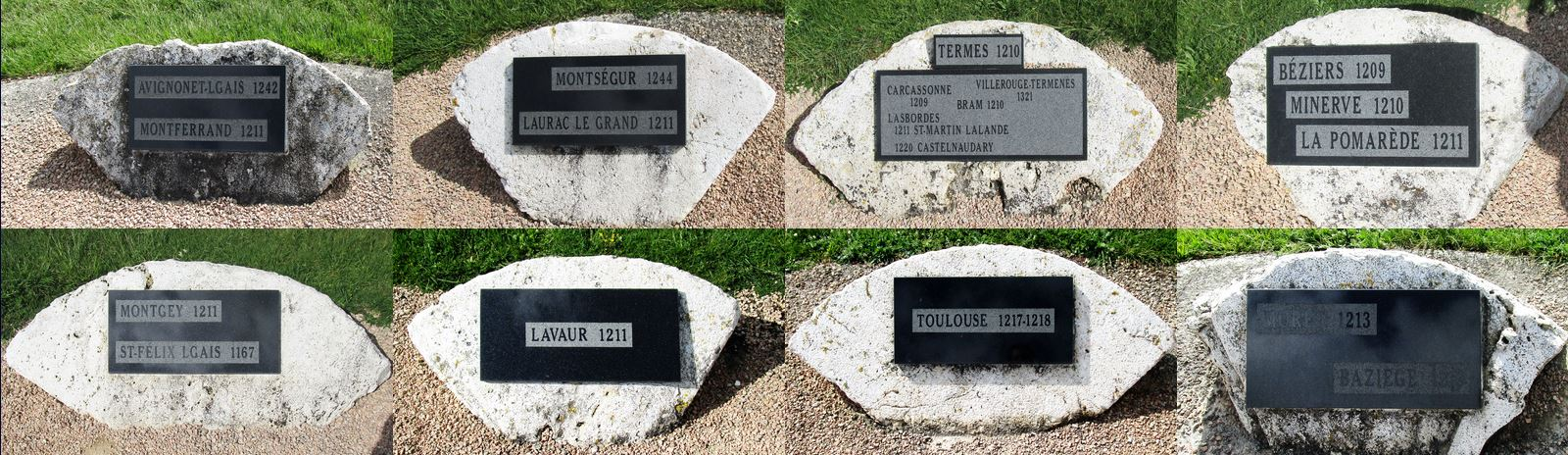
Les plaques portent les noms des lieux assiégés et la date de leur chute: Muret 1213, Baziège 1219, Toulouse 1217-1218, Lavaur 1211, Montgey 1211, Saint-Félix-Lauragais 1167, Béziers 1209, Minerve 1210, La Pomarède 1211, Termes 1210, Carcassonne 1209, Villerouge-Termenès 1321, Bram 1210, Lasbordes 1211 Saint-Martin-Lalande, 1220 Castelnaudary, Montségur 1244, Laurac le Grand 1211, Avignonet-Lauragais 1242, Montferrand 1211.

## Description
Le mémorial cathare a été érigé en mémoire des « bons hommes » et « bonnes dames » brûlés sur ces lieux le 20 mai 1211 par l'armée des Croisés de Simon de Montfort. Après le siège de Lavaur et le massacre de Montgey, Simon de Montfort assiège le castrum des Cassés. Il s'attaque à cette citadelle qui sert d'abri à de nombreux hérétiques. Raymond et Bernard de Roqueville en sont les seigneurs sous la suzeraineté de Raymond VI, comte de Toulouse. Se voyant encerclés, les chevaliers décident de se rendre. Ils ont la vie sauve, mais doivent abandonner aux croisés 94 « bons hommes » et « bonnes dames » qui se sont réfugiés dans une tour du castrum. 60 d'entre eux refusent d'abjurer leur foi et sont condamnés au bûcher. D'après la « Chanson de la croisade »  « on les amena hors du village, et on alluma un grand feu où ces malheureux furent brûlés dans une très grande joie ». Une sculpture métallique représentant un parfait en proie aux flammes, entourée au sol de huit stèles gravées, marque ce point noir de l’histoire locale et commémore les 800 ans de cette tragédie,,.
Les parfaits les plus connus des Cassés, Bernard Boufilh, diacre cathare de Saint-Félix et des Cassés ainsi que son frère et son fils ont échappé à ce bûcher. Cet épisode reste dans la mémoire locale : l'éperon situé au nord du fort s'appelle encore le Boufilh. Après les Cassés, les croisés assiégèrent Montferrand dont la garde a été confiée à Baudoin qui capitulera.
Arnaud des Cassés, chevalier et seigneur des Cassés, attesté comme parfait et les frères Raymond et Etienne Isarn des Cassés, périrent sur le bûcher à Montségur en 1244. D'autres fuirent en Lombardie.
En 1247 tous les habitants des Cassés sont interrogés par l'Inquisition. Les registres de cette enquête attestent d'une grande activité des bonshommes et des bonnes-femmes et du rôle des chevaliers des Cassés pour les protéger et les guider dans leurs déplacements de cachette en cachette.
Les Cassés est une commune située dans le Lauragais qui se trouvait au cœur de l'hérésie cathare occitane qui, selon les enquêtes inquisitoires de 1242-1246, s'était particulièrement développée dans un quadrilatère dont les sommets sont Toulouse, Albi, Carcassonne et Foix, autrement dit le Lauragais et les terroirs qui le bordent.